# Società Finanziaria Industriale Italiana
Società Finanziaria Industriale Italiana S.p.A. (abbreviato Sofindit) era una azienda pubblica italiana che operava nel settore delle partecipazioni finanziarie. Era detta anche società finanziaria pubblica di smobilizzo ed era posta sotto il diretto controllo del Ministero delle finanze e del Governatore della Banca d'Italia.
Insieme a Società Finanziaria Italiana e Società Elettrofinanziaria, era una delle società finanziarie di smobilizzo.

## Storia
Sofindit nasce nel 1923 con il nome di Società Industriale Italiana Transalpina, fondata da  Bci, Credito Italiano, Edison e Feltrinelli per ottenere lo sfruttamento dei bacini idroelettrici della Stiria, in Austria.
L'anno dopo Banca Commerciale Italiana (Comit) decide di trasformarla in una società finanziaria e viene ridenominata Società Industriale Italiana Cisalpina. Nel 1930 si trasforma in Sofindit con il compito di gestire la dismissione delle aziende controllate dalla Comit, ma solamente il 31 ottobre 1931 rileva le partecipazioni azionarie e i crediti verso le industrie di Banca Commerciale Italiana, dal valore pari a 3,85 miliardi di lire.
Sofindit paga subito 1 miliardo di lire, reperito grazie ad un prestito erogato dall'Istituto di Liquidazioni, ovvero dallo Stato. Il restante sarebbe stato coperto attraverso cambiali.
La situazione si era aggravata in seguito al crollo delle quotazioni delle controllate ed alle perdite da cui erano afflitte, che rendevano deteriorati i crediti vantati dalla Comit verso di loro, costretta a segnarli in un bilancio già afflitto dalla diminuzione dei depositi bancari. L'unica cosa che Sofindit riuscì a fare, considerato il contesto, fu ristrutturare il debito e una gestione in modo oculato il patrimonio industriale. Il risanamento dell'istituto, infatti, avvenne solo tra il 1933 ed il 1934, quando lo Stato scese in campo tramite IRI e comprò i pacchetti azionari detenuti da Sofindit, che alla fine, fu messa in liquidazione.

## Partecipazioni
Tra le 300 partecipazioni contiamo Ilva, Società Anonima Gestione Amministrazione Compartecipazioni Industriali Azionarie (ACNA e Italgas), Tirrenia di Navigazione, TETI, Acciaierie di Terni, SIP, Breda, Montecatini, Cantieri Orlando, Mira Lanza, Snia Viscosa, Dalmine, Chatillon e altre 400 partecipazioni.

## Fonti
- intesasanpaolo.com